# Arsène Heitz

Ostateczna forma projektu flagi europejskiej

Arsène Heitz (ur. 1908 w Strasburgu, zm. 1989) – francuski rysownik, twórca pierwotnego projektu flagi europejskiej.

## Życiorys
Pracował w służbie pocztowej Rady Europy. Był autorem 21 ze 101 projektów, które zgłoszono gdy w latach 1950–1955 prowadzono prace nad przyjęciem flagi Rady Europy. Projekty te przechowywane są w Archiwum Rady Europy w Strasburgu (ang. Council of Europe Archives).
Pierwotny projekt Heitza przedstawiał piętnaście pięcioramiennych gwiazd na niebieskim tle. Inspiracją dla tego projektu był dla rysownika znany w sztuce chrześcijańskiej motyw wieńca gwiazd nad głową Maryi Panny, będący odniesieniem do Niewiasty obleczonej w słońce z Apokalipsy. Wspomnieć należy, iż w 1953, a więc w czasie prac nad projektem flagi, Rada Europy ufundowała witraż dla Katedry Najświętszej Marii Panny w Strasburgu, na którym widnieje wieniec dwunastu gwiazd. Heitz, jako gorliwy katolik, wyznał przed śmiercią, iż pomysł umieszczenia dwunastu gwiazd maryjnych zaczerpnął z wizerunku widniejącego na Cudownym Medaliku znanym z paryskich objawień św. Katarzynie Labouré. Ostatecznie projekt Heitza został opracowany przez Paula Michela Gabriela Lévy’ego.